# Paecilaema virens
Paecilaema virens is een hooiwagen uit de familie Cosmetidae.